# 惠州华贸中心
惠州华贸中心又稱华贸天地，是中華人民共和國廣東省惠州市惠城区的一個商業、辦公和住宅建築群，該建築群由帕金斯伊士曼設計，業主為北京国华地产置业有限公司，於2012年（一說2016年1月）竣工。惠州华贸中心由行人广场、五层楼高购物中心以及三栋50层住宅大楼、两座办公大楼組成。建築旁為建於1992年的惠州體育公園。